# Astrachan-Kosakenheer

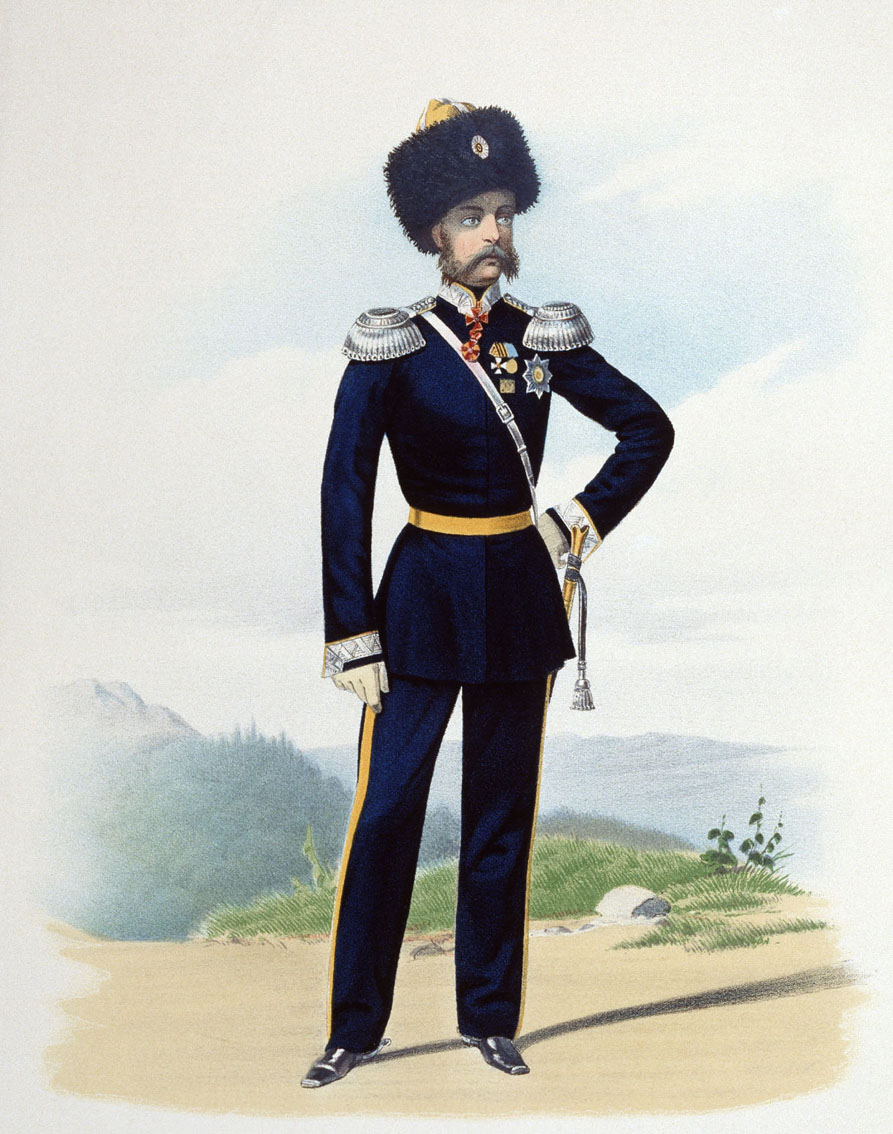
Karl Karlowitsch Piratzky; General im Astrachan-Kosakenheer (1862)

Das Astrachan-Kosakenheer (russisch Астраханское казачье Войско) war von 1737 bis 1918, ein aus Kosaken und Kalmücken bestehender, militärischer Großverband im Kaiserreich Russland. 1737 wurde es durch einen russischen Ukas gegründet und rekrutierte sich aus Kosaken aus dem Wolgagebiet und Mitgliedern der Kalmücken. Der Verband war nicht nach militärischen Grundsätzen geordnet, er bestand aus mehreren großen und kleineren Gruppen zwischen 50 und 100 Personen und galt zunächst als irreguläre Truppe.  Als Einheitsführer wurden überwiegend Adelige eingesetzt. 1750 wurde aus diesem Bestand das 1. Astrachaner Kosaken-Regiment aufgestellt, dessen Aufgabe in der Grenzsicherung gegenüber kirgisischen Übergriffen und in der personellen Besetzung der Astrachan-Festung bestand. Das Hauptquartier des Regiments lag somit in Astrachan.

## Gründungsgeschichte
In Russland wurden um 1733 mehrere Hundert Familien der Kosaken in das Gebiet um Astrachan angesiedelt. Astrachan wuchs zu einem Wirtschaftszentrum heran und errichtete wichtige Kurierstellen, Posthauptämter und Wachdienste. Das führte schließlich dazu, dass am 28. März 1750 die Aufstellung des 1. Astrachaner-Regiments erfolgte. Deren Einsatzraum erstreckte sich über 900 Kilometer entlang der rechten Wolga von Saratow bis Astrachan am Kaspischen Meer. Die Astrachaner-Kosaken-Armee war eines von insgesamt 11 Kosaken-Heeren und wurde im Rahmen der Verwaltungsgesetzgebung in die Kaiserlich-russische Armee eingegliedert. 1834, nach einer erneuten Umstrukturierung standen unter der Befehlsgewalt des Regimentes 500 Kosaken und an die 200 Kalmücken.

## Einsatzgeschichte

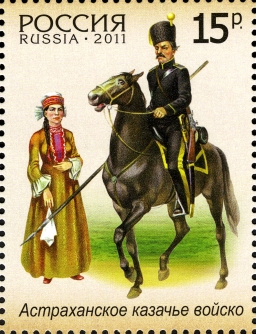
Astrachan-Kosakenheer

Mit dem Aufstellungsbeginn der Astrachaner-Kosaken-Armee im Jahre 1737 wollte das Russische Kaiserreich den Schutz der Grenzen, der Salzminen und der russischen Siedler, gemeinsam mit den verbündeten Kräften der Kalmücken, vor kirgisischen Übergriffen schützen.  Zwischen 1771 und 1775 wurden neben der Astrachaner-Kosaken-Armee weitere Kosakenverbände zur Grenzsicherung in die russischen Dienste integriert. Gleichzeitig wurde ein neues Steuereinkommen implementiert, welches die Existenzgrundlagen sicherte. In der 1780er bis 1790er Jahren erfolgten mehrere Übergriffe durch die Kasachen, welches zu einem Ausbau der Abwehrlinien durch mehrere Kosakeneinheiten führte. Zur Sicherung wurde entlang der Grenze ein Kordon errichtet, der von den Kosakenkräften in regelmäßigen Abständen überprüft und ständig gesichert wurde. Die Übergriffe zwischen dem Ural und der Wolga hielten bis in die Jahre 1862 an, die nun eingetretene Waffenruhe führte zur Aufhebung des Kordons. In den Jahren 1807 (Pest) und 1892 (Cholera) wurden die Astrachan-Kosaken zur Durchsetzung von Quarantänemaßnahmen und zum Schutz der Bevölkerung eingesetzt.

### Reorganisation der Astrachaner-Kosaken-Armee
Am 6. Dezember 1837 wurde Ernst Heinrich von der Brüggen zum Generalmajor befördert und zum Ataman der Astrachan-Kosaken-Armee ernannt. In dieser Eigenschaft als Ataman begann er mit einer Neuorganisation der Astrachaner-Kosaken-Truppe. Er erstellte einen Prioritätenplan, straffte die Diensteinteilungen und führte strenge Formen. Die Regimentskommandeure, die zum größten Teil aus dem Adelsstand kamen,  mussten persönlich Verantwortungen für den Zustand ihrer Einheiten übernehmen. 1845 traten auch in der Kosakenarmee die neuen Armeeverordnungen in Kraft, die Kosakenheere waren nun offizieller Bestandteil der Kaiserlich-russischen Armee.  Darüber hinaus sorgte von der Brüggen für einen gehobenen Ausbildungsstand der Kosakenoffiziere, die Ausbildungskompanie und die Kadettenschulung der Kosaken wurden direkt dem Armeekommando unterstellt. Nicht nur die Armeeangehörigen, sondern auch deren Söhne und Töchter kamen nun in den Genuss einer Schulbildung, Brüggen sorgte für die Errichtung von Bildungseinrichtungen an den militärischen Standorten und den Kosakensiedlungen.

### Gliederung und Dislozierung

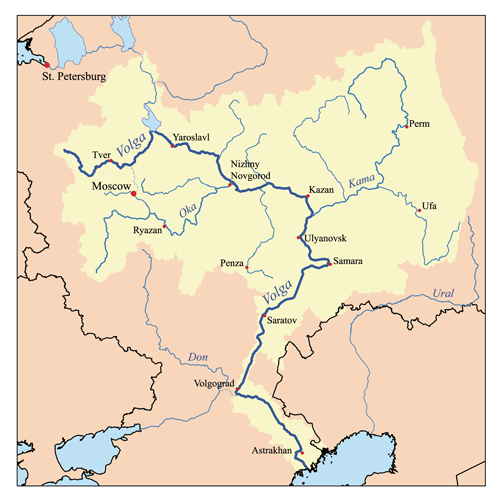
Dislozierung zwischen Astrachan und Saratow

Die Astrachaner-Kosaken-Armee bestand aus drei Regimentern und einer Kavallerie-Schwadron. Das erste Regiment war das älteste und  traditionsreichste. Im 1. Weltkrieg wurde die Armee in drei berittene Regimenter, zwei Hundertschaften und einer Batterie unterteilt. Die Stanizas oder Kosakensiedlungen, in denen die Regimenter disloziert waren, waren zum Beispiel Krasny Jar (Astrachan) und Jenotajewka. Nachfolgend wurden weitere Kosakensiedlungen errichtet:1750 Kasatschebugrowskaja, 1764 Lebjashinskaja, Samjanskaja, Kosikinskaja, Wetljanskaja und Gratschowskaja, 1785 Durnowskaja und Gorodoforpostinskaja, 1842 Michailowskaja. Darüber waren in den Städten Saratow, Kamysjak, Zarizyner und Tschorny Jar (Astrachan) Truppenteile stationiert. Die Personalstärke des Kosakenheeres im Bezirk Astrachan (etwa 800 000 Hektar) betrug im Jahr 1916 ungefähr 40 000 Personen.

## Kriegseinsätze
Ihren glorreichsten Einsatz feierte das Astrachan-Kosakenheer mit der Teilnahme am „Vaterländischen Krieg“ von 1812.
- Das 1. Regiment war vom 8. bis 18. August 1812 gegen die Franzosen eingesetzt. Im Sechsten Koalitionskrieg marschierten sie gegen Warschau und waren vom 17. März bis 28. August an der Belagerung der Festung Modlin beteiligt.
- Das 2. und 3. Regiment verstärkte am 18. Juli 1812 das sächsische Dragonergeschwader. Vom 4. bis 7. Oktober 1813 kämpften Teile der Regimenter sie bei Krakau gegen die Franzosen und nahmen an der Völkerschlacht bei Leipzig teil. Das 2. Regiment stand an der Spitze der alliierten Streitkräfte und zog 1814 gemeinsam mit kalmückischen Soldaten und den Astrachan-Kosaken in Paris ein. Alle Teilnehmer wurden mit der Medaille „In Erinnerung an den Vaterländischen Krieg von 1812“ und der Medaille für den Einzug in Paris ausgezeichnet.

In den eingerichteten Grenzkordons zwischen Saratow und Astrachan war auch eine Kavallerieschwadron mit einer Personalstärke von 60 Kosaken eingesetzt. Sie wurden zur Grenzüberwachung, als reitende Kuriere und zu städtischen Patrouille bis in das Jahr 1878 eingesetzt. Von ihnen nahmen Kavalleristen am türkischen Krieg 1877/1878 und später an Kampfhandlungen im Kaukasus teil.

## Auflösung der Astrachaner-Kosaken-Truppen
Nach der Oktoberrevolution im Jahre 1917 wurde in der Stadt und Provinz Astrachan die Macht von den Bolschewiki übernommen. Das Kosakenheer mit seinen drei Regimentern wurde als Astrachan-Division in die Kaukasische Armee der Streitkräfte Südrusslands eingegliedert. Der vom Ataman der Astrachan-Kosaken I.A. Birjukow eingeleitete Kosakenaufstand mit 1200 Kosaken und 300 Kalmücken wurde von den Sowjets am 12. Januar 1918 niedergeschlagen. Nach der Niederlage der Weißen Armee zog ein Teil der Kosaken und Kalmücken in das Exil, der weitere Kosakensoldaten wurden Repressionen und Zwangsräumungen ausgesetzt. 1918 wurde die gesamte Astrachaner-Kosaken-Armee aufgelöst, danach entwickelten sich einige Streitigkeiten um das Kosakenerbe der Astrachaner Kosaken.